# کارل ورهاین
کارل ورهاین (انگلیسی: Carl Verheijen؛ زادهٔ ۲۶ مهٔ ۱۹۷۵) اسکیت‌باز سرعت و از برندگان مدال‌های بازی‌های المپیک زمستانی ۲۰۰۶ اهل پادشاهی هلند است.